# 張東海
張東海（1970年—），男，內蒙古人，曾任內蒙古伊泰集團有限公司總經理、以及內蒙古伊泰煤炭股份有限公司董事長。

## 生平
1994年於內蒙古自治區人民政府工作。1999年，他加入內蒙古伊泰集團有限公司、內蒙古伊泰煤炭股份有限公司，進行大規模重組。
2000年，他加入伊盟驻北京办事处工作，之後他入讀北京大學EMBA硕士研究生班。
2001年，委任內蒙古伊泰煤炭股份有限公司董事，及總裁（直至2008年11月為止），便開始開拓更多資源和重組細節。2003年4月，正式接替內蒙古伊泰煤炭股份有限公司董事長。2003年4月，委任內蒙古伊泰集團有限公司副總經理，2004年6月躍升為總經理。2019年离任。

## 家庭
父亲張雙旺。